# Rubén Párraga
Antonio Rubén Párraga Ortiz (Córdoba, España, 2 de septiembre de 1984) es un exfutbolista español. Jugaba como lateral izquierdo.

## Clubes
| Club              | País   | Año       |
| ----------------- | ------ | --------- |
| C. D. Alhaurino   | España | 2003-2004 |
| Málaga C. F. "B"  | España | 2003-2006 |
| Córdoba C. F.     | España | 2006-2009 |
| Granada C. F.     | España | 2009-2011 |
| Real Murcia C. F. | España | 2011-2012 |
| S. D. Huesca      | España | 2012-2013 |

- Datos: Q5849772